# Hydride
Trong hóa học, hydride chính thức là anion của hydro, H−.
Thuật ngữ này được áp dụng một cách lỏng lẻo. Ở một cực, tất cả các hợp chất có chứa nguyên tử H liên kết cộng hóa trị, được gọi là hydride: nước là hydride của oxy, amonia là hydride của nitơ, v.v. Đối với các nhà hóa học vô cơ, hydride là hợp chất và ion trong mà hydro liên kết cộng hoá trị với nguyên tố kém âm điện hơn. Trong những trường hợp như vậy, trung tâm H có đặc tính nucleophile, trái ngược với đặc tính protic của acid. Rất hiếm khi quan sát thấy anion hydride.
Hầu như tất cả các nguyên tố đều tạo thành hợp chất nhị phân với hydro, các ngoại lệ là He, Ne, Ar, Kr, Pm, Os, Ir, Rn, Fr, và Ra. Phân tử lạ chẳng hạn như positronic hydride cũng đã được tạo ra.